# Øyangen
Øyangen est un lac dans la municipalité de Ringerike, dans le comté du Buskerud, en Norvège.
Le lac est un lieu de baignade et de pêche populaire. Les perches, truites et ombles sont les poissons les plus courants. Les ombles ont été introduits dans le lac en 1840.